# Estação Ploshchad Alexandra Nevskogo–2
Ploshchad Alexandra Nevskogo (em russo:  Пло́щадь Алекса́ндра Не́вского) é uma das estações da linha Pravoberejnaia (Linha 4) do metro de São Petersburgo, na Rússia. Estação «Ploshchad Alexandra Nevskogo» está localizada entre as estações «Ligovskii Prospekt» (a oeste) e «Novotcherkasskaia» (ao leste).